# Metoisops
Metoisops is een geslacht van wantsen uit de familie van de Miridae (blindwantsen). Het geslacht werd voor het eerst wetenschappelijk beschreven door Joeri Aleksandrovitsj Popov en Aleksander Herczek in 1992.

## Soorten
Het genus bevat de volgende soorten:

- Metoisops akingbohungbei Herczek & Popov, 2014
- Metoisops consimilis Herczek & Popov, 2014
- Metoisops grabenhorsti Herczek & Popov, 2014
- Metoisops groehni Herczek & Popov, 2014
- Metoisops intergerivus Herczek & Popov, 2014
- Metoisops kerzhneri Popov & Herczek, 1992
- Metoisops michalskii Kim, Taszakowski & Herczek, 2023
- Metoisops popovi Kim, Taszakowski & Jung, 2023
- Metoisops punctatodiffusus Herczek & Popov, 2014
- Metoisops punctatus Popov & Herczek, 1993
- Metoisops variabilis Herczek & Popov, 2014